# ماري بورك
ماري بورك (بالإنجليزية: Mary Burke)‏ (و. 1959 – م) هي سيدة أعمال من الولايات المتحدة الأمريكية .

## التعليم
تعلمت في جامعة جورجتاون، وجامعة هارفارد، وكلية هارفرد للأعمال، وكلية لندن للاقتصاد.